# Buzsák
Buzsák is een plaats (község) en gemeente in het Hongaarse comitaat Somogy. Buzsák telt 1451 inwoners (2001).